# Цант, Карл Людвиг Вильгельм

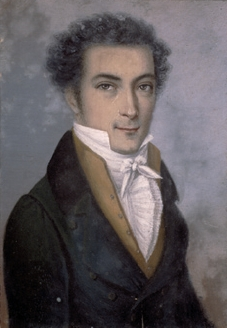

Карл Людвиг Вильгельм (фон) Цант (нем. Karl Ludwig Wilhelm (von) Zanth; 6 августа 1796, Бреслау — 7 октября 1857, Штутгарт) — немецкий архитектор, теоретик архитектуры, акварелист и путешественник.
Происходил из Бреслау, из семьи еврейского врача, состоявшего на службе у принца Гогенлоэ и до своего перехода в христианство в 1820 году носившего фамилию Цадиг. Учился у Робертса в Касселе, куда семья переехала в 1808 году. затем, летом и осенью 1813 года, учился в Париже, в конце 1813 года переехал в Штутгарт, где изучал, в частности, латинский и греческий языки и под руководством придворного архитектора Фердинанда Фишера изучал теорию архитектуры.
Работал сперва в Париже, под руководством Жака Гитторфа, вместе с которым в 1820—1822 годах совершил поездку в Италию и Сицилию. Плодами этой поездки были изданные обоими путешественниками сочинения: «Architecture antique de la Sicile» (Париж, 1826—30) и «Architecture moderne de la Sicile» (Париж, 1830).
Покинув Францию вследствие Июльской революции 1830 года, Цант в 1831 году поселился в Штутгарте, где отвечал за внутренне убранство дворца Вильхельмпласс, строившегося в 1834—1840 годах, издал исследование о жилых домах Помпей (1835) и деятельно занялся архитектурной практикой, для которой ему приходилось посещать Венгрию. В 1835 году также участвовал в конкурсе на строительство королевского театра в Штутгарте, но проект не был реализован.
Важнейшие из его построек — театр в Каннштате (так называемый Вильгельма-театр, строительство было завершено в конце 1840-х годов; Цант также отвечал за планирование гостиных, ванных комнат и садов в здании) и роскошная мавританская вилла-Вильгельмина (Вильгельма) близ Штутгарта, построенная в 1846 году. В 1844 году король Вильгельм I Вюртембергский назначил его своим придворным архитектором, наградив орденом Вюртембергской короны, и возвёл в личное дворянство. Цант был также талантливым художником — его акварели украшали стены Эллвангерского замка.